# 伊藤千代子
伊藤 千代子（いとう ちよこ、1905年〈明治38年〉7月21日 - 1929年〈昭和4年〉9月24日）は、昭和初期の社会運動家。日本共産党員。

## 経歴
長野県諏訪郡湖南村南真志野（現・諏訪市）の農家に生まれる。2歳で母と死別、9歳で亡母の実家・岩波家に移り養育される。諏訪高等女学校（現・長野県諏訪二葉高等学校）に進学、同校教諭（のち校長）で歌人の土屋文明から英語・国語・修身の授業を受ける。同校卒業後は諏訪郡の高島尋常高等小学校の代用教員となるが、1924年（大正13年）私立尚絅女学校（宮城県仙台市、現・尚絅学院中学校・高等学校）高等科英文予科を経て、翌年には東京女子大学英語専攻部2年に編入。同大学社会科学研究会で活躍。
1927年（昭和2年）8月30日、長野県岡谷で起こった製糸業最大の争議「山一林組争議」（女工ら労働者による30日ストライキ）の労働者支援を行う。同年秋、労働農民党の浅野晃と結婚。翌1928年（昭和3年）、初の普通選挙を戦う労働農民党の藤森成吉や山本懸蔵らの選挙候補の支援活動を行う。山本については、学費のために仕送りされた金を小林多喜二の頼みで出馬費用のために全額差し出したというエピソードがある。同年2月、水野成夫の誘いで日本共産党に入党。党中央事務局で文書連絡や印刷物の整理などの活動を始めて半月後、三・一五事件の弾圧により検挙され警視庁滝野川署から市ヶ谷刑務所に収監、拷問により転向を強要されるが拒否し続ける。ところが拘禁精神病を発病し、松沢病院に収容され、急性肺炎により病死。享年24。郷里の龍運寺墓地に葬られる。
2022年（令和4年）4月30日より、井上百合子主演、桂壮三郎監督の映画「わが青春つきるとも　伊藤千代子の生涯」が公開。

## 関連文献
- 東栄蔵 『伊藤千代子の死』未来社、1979年10月ISBN 978-4624600341
- 藤森明 『こころざしいまに生きて 伊藤千代子の生涯とその時代』学習の友社、1995年11月ISBN 978-4761713041
- 藤田廣登 『時代の証言者-伊藤千代子』学習の友社、2005年7月ISBN 978-4761706319
- ワタナベ・コウ『漫画伊藤千代子の青春』新日本出版社、2021年10ISBN 978-4406066280